# 穆拉 (穆尔西亚自治区)
穆拉，是西班牙穆尔西亚自治区的一个市镇。总面积634平方公里，总人口14611人（2001年），人口密度23人/平方公里。